# Jessy Schram
Jessica "Jessy" Schram (nascida em 15 de janeiro de 1986, em Skokie, Illinois) é uma atriz americana.
Jessy Schram foi um artista natural desde a infância. Em 10 anos de idade, sua "qualidade de estrela" intangíveis "foi reconhecido pelo talento Stewart Agência de Chicago, que assinou seu tanto como atriz e modelo. Ela logo se estabeleceu como uma das modelos mais bem sucedidos de Chicago criança em reserva inúmeros comerciais, campanhas de impressão, voice-overs, e trabalhar na televisão.
Jessy sucesso na indústria do entretenimento continua a crescer. Depois de se mudar para Los Angeles na idade de 18 anos, Jessy rapidamente começou a encher uma longa lista de créditos para cinema e TV. Ela tem um papel recorrente em programas de televisão a nível nacional como "Veronica Mars" (2004), "Jane Doe", "Life" (2007), "Bater" (2008) e "Medium" (2005), onde ela é tomada em o papel do jovem Patricia Arquette, bem como foi apresentado na "House MD" (2004), "CSI: Miami" (2002), "Without a Trace" (2002), "Boston Legal" (2004), "Hawthorne" (2009) e muito mais. Jessy também estrelou no filme da Universal recurso American Pie Presents: The Naked Mile (2006) (V), bem como desempenharam um papel coadjuvante em filmes independentes como Want Someone to Eat Cheese (2006) e Keith (2008). Mais recentemente, Jessy completou um novo piloto para a TNT e Dreamworks, bem como um papel em recurso de cinema Tony Scott Unstoppable (2010).Fez participação na 4 temporada da série da ABC Once Upon a Time, como Cinderela.
Além de atuar, Jessy descobriu seu talento para a música como um cantor / artista solo como cantora e compositora, assim como em turnê com banda Joan Baby's soul, apresentando-se em lugares como o Knitting Factory, Hard Rock Cafe, Tweeter Center, Soldier Field, da Marinha Pier, Hancock Music Center, e muitos mais. Além do desempenho, Jessy gastou tempo afinar seus talentos com vários produtores, compositores, músicos, técnicos e coreógrafos vocal. Ao longo dos anos, ela teve o privilégio de colaborar com Jim Peterik de The Ides de março e Survivor, e Suave de Hip Hop Connxion. Além de suas habilidades de canto e música, escrita, Jessy continua a aprender violão e percussão explorar desenvolvendo seu próprio estilo. Cultivo de pop / rock, R & B, para encontrar uma voz em estilos que satisfazem os gostos de Marc Broussard e KT Tunstall.
Jessy paixão e dedicação ajudou a realizar seus sonhos e objetivos. Ela não só é um modelo para outros artistas aspirantes, mas Jessy está activamente envolvida no trabalho com diferentes instituições de caridade. Ela está empenhada no coração e muitas vezes visitas de crianças órfãs em Baja, no México através de um grupo chamado Corazon De Vida. Bem como visitar Project Angel Food, em Los Angeles e cozinha de sua igreja local sopa quando o tempo permite.
Jessy sucesso na indústria do entretenimento continua a crescer a um ritmo rápido. Sua capacidade de tocar os outros através do papel que ela desempenha traz um frescor e uma verdade que homens e mulheres adoram. Ela tem sido "incrivelmente abençoada" e planeja crescer em seus talentos e compartilhar tudo o que foi determinado.

## Filmografia

### Televisão
| Ano       | Título                                  | Papel                         | Notas                                                          |
| --------- | --------------------------------------- | ----------------------------- | -------------------------------------------------------------- |
| 2004      | Drake & Josh                            | Larissa                       | Episódio: "Number One Fan"                                     |
| 2005      | Jane Doe: Vanishing Act                 | Susan Davis                   | Telefilme                                                      |
| 2005      | Jane Doe: Now You See It, Now You Don't | Susan Davis                   | Telefilme                                                      |
| 2005      | Jane Doe: Til Death Do Us Part          | Susan Davis                   | Telefilme                                                      |
| 2005      | Jane Doe: The Wrong Face                | Susan Davis                   | Telefilme                                                      |
| 2005–2007 | Medium                                  | Jovem Allison                 | 2 episódios                                                    |
| 2006      | Jane Doe: Yes, I Remember It Well       | Susan Davis                   | Telefilme                                                      |
| 2006      | Jane Doe: The Harder They Fall          | Susan Davis                   | Telefilme                                                      |
| 2006      | Veronica Mars                           | Hannah Griffith               | 4 episódios                                                    |
| 2006      | Boston Legal                            | Claire Wilson                 | Episódio: "The Nutcrackers"                                    |
| 2007      | House, M.D.                             | Leah                          | Episódio: "Needle in a Haystack"                               |
| 2007      | Ghost Whisperer                         | Rana Thomas                   | Episódio: "Mean Ghost"                                         |
| 2007      | Without a Trace                         | Ella Neese                    | Episode: "Two of Us"                                           |
| 2007      | CSI: Miami                              | Candace Walker                | Episódio: "Cyber-Lebrity"                                      |
| 2007      | Jane Doe: Ties That Bind                | Susan Davis                   | Telefilme                                                      |
| 2007      | Jane Doe: How to Fire Your Boss         | Susan Davis                   | Telefilme                                                      |
| 2007–09   | Life                                    | Rachel Seybolt                | 8 episódios                                                    |
| 2008      | Jane Doe: Eye of the Beholder           | Susan Davis                   | Telefilme                                                      |
| 2009      | Limelight                               | Georgia Peech                 | Telefilme                                                      |
| 2009      | Saving Grace                            | Sayre Hanadarko               | Episode: "Do You Believe in Second Chances?"                   |
| 2009      | Hawthorne                               | Crystal Raymond               | Episode: "Night Moves"                                         |
| 2009      | Crash                                   | Kim                           | 3 episodes                                                     |
| 2010      | Betwixt                                 | Morgan Brower                 | Telefilme                                                      |
| 2010      | Night and Day                           | Sarah Hollister               | Telefilme                                                      |
| 2010      | The Mentalist                           | Rachel Bowman / Sherry Winger | Episódio: "Ball of Fire"                                       |
| 2011      | Traffic Light                           | Erica                         | Episódio: "Bonebag"                                            |
| 2011–14   | Falling Skies                           | Karen Nadler                  | Principal na 1a temporada, recorrente nas outras (15 episodes) |
| 2011-16   | Once Upon a Time                        | Ashley Boyd/Cinderela         | 4 episódios                                                    |
| 2012      | A Smile As Big As the Moon              | Robynn                        | Telefilme                                                      |
| 2012–13   | Last Resort                             | Christine Kendal              | Papel principal                                                |
| 2013      | Once Upon a Time in Wonderland          | Ashley Boyd                   | Episódio: "Down the Rabbit Hole"                               |
| 2013      | Riding Shotgun                          | Abby                          | Curta                                                          |
| 2014      | Mad Men                                 | Bonnie Whiteside              | 4 episodes                                                     |
| 2015      | The Lizzie Borden Chronicles            | Nance O'Keefe                 | Recurring role                                                 |
| 2015      | Major Crimes                            | Courtney Henson               | Episode: "Sorry I Missed You"                                  |
| 2015      | Harvest Moon                            | Jen Stone                     | Television film (Hallmark)                                     |
| 2015      | Reluctant Nanny                         | Libby Prescott                | Television film                                                |
| 2015–16   | Nashville                               | Cash Gray                     | Papel recorrente (11 episódios)                                |
| 2017      | Birthday Wish                           | Gwen Turner                   | Telefilme                                                      |
| 2017      | A Royal New Year's Eve                  | Caitlyn                       | Telefilme                                                      |
| 2017–2018 | The Nine Lives of Claw                  | Purrnelope                    | 3 episódes                                                     |
| 2018      | Road to Christmas                       | Maggie Baker                  | Telefilme                                                      |
| 2019      | Lucifer                                 | Leona                         | Episódio: "Expire Erect"                                       |
| 2020      | Chicago Med                             | Dr. Hannah Asher              | 9 episódios                                                    |
| 2020      | Amazing Winter Romance                  | Julia                         | Telefilme                                                      |
| 2020      | Country At Heart                        | Shayna Judson                 | Telefilme                                                      |

### Filme
| Ano  | Título                                | Papel          | Notas      |
| ---- | ------------------------------------- | -------------- | ---------- |
| 2006 | I Want Someone to Eat Cheese With     | Falsa filha    |            |
| 2006 | American Pie Presents: The Naked Mile | Tracy Sterling |            |
| 2008 | Keith                                 | Courtney       |            |
| 2010 | Unstoppable                           | Darcy Colson   |            |
| 2015 | Pillow Talk                           | Jennifer       | Short film |
| 2015 | The Submarine Kid                     | Emily          |            |
| 2017 | Thirst                                | Melody         | Short film |
| 2017 | The Beautiful Ones                    | Angela Morot   |            |
| 2017 | Shot Caller                           | Jennifer       |            |